# Нескорена (оповідання)
«Неско́рена» (англ. «The Unconquered») — оповідання англійського письменника Сомерсета Моема, написане у 1943 році. Пізніше увійшло до збірки «Creatures of Circumstance», опублікованій 1947 року. Сюжет твору описує історію кохання німецького солдата до зґвалтованої ним французької вчительки.

## Історія
Сомерсет Моем, будучи не тільки письменником, але також дипломатом і секретним агентом британської розвідки, не залишився байдужим до подій Другої світової війни. Черпаючи натхнення з життя звичайних людей, він написав оповідання про непрості відносини чоловіка і жінки, які в час війни опинилися по різні боки конфлікту. З властивою йому манерою автор не зробив однозначних висновків, а показав своїх героїв різнобічно, так що кожен читач на свій розсуд вирішуватиме, хто з них стоїть на боці добра чи зла.
Оповідання вперше було надруковано англійською в 1943 році на батьківщині письменника. Пізніше Моем включив його до своєї збірки «Creatures of Circumstance». «Нескорена» та інші оповідання з неї витримали неодноразові перевидання, були перекладені іншими мовами. 1970 року на основі оповідання драматургом Джеймсом Сондерсом була створена телеадаптація. В 2007 році Торбін Беттс переробив його в однойменну п'єсу.

## Сюжет
Початок Другої світової війни… Гітлерівські війська окупують Францію. Двоє німецьких вояків, Ганс і Віллі, зайшли на французьку ферму розпитати дорогу. Однак тут Ганс, упившись добрячим вином, ґвалтує фермерську дочку. Через три місяці він знов опиняється в цих краях і приходить з невеличким гостинцем, щоб показати, що «не пам'ятає зла». На фермі його зустрічають злидні. Відтоді солдат починає навідуватись до селян, приносячи їм продукти, газети і тютюн. Батьки дівчини чи то через голод, чи то через малодушність приймають дарунки і подумки вибачають Ганса. Дівчина ж ставиться до нього вкрай вороже. Згодом виявляється і причина такого злопам'ятства — Аннет завагітніла.
Не маючи змоги позбутися небажаної дитини, вона палає ненавистю до кривдника, в той час як Ганс усвідомлює, що насправді кохає свою жертву та їхню спільну дитину. Він плекає мрію про шлюб і ця мрія змінює його вдачу на краще: він стає дбайливим, терплячим, розсудливим. Селяни стають на його бік. Батько та мати вже бачать у колишньому ґвалтівникові не тільки чоловіка для знечещеної дочки, але і господаря маєтку і потенційного спадкоємця. В цей час французький наречений Аннет гине на фронті. Здається, всі обставини сприяють щастю Ганса. В належний термін молода жінка народжує красеня-сина, але під час відвідин Ганса кімната породіллі виявляється порожньою. Аннет повертається з вулиці і сім'я дізнається, що вона щойно втопила свою новонароджену дитину.